# Forciolo
Forciolo (en cors Furciolu) és un municipi francès, situat a la regió de Còrsega, al departament de Còrsega del Sud. L'any 1999 tenia 69 habitants.

## Demografia
| 1962 | 1968 | 1975 | 1982 | 1990 | 1999 |
| ---- | ---- | ---- | ---- | ---- | ---- |
| 124  | 132  | 106  | 75   | 56   | 69   |

## Administració
| Període | Identitat         | Partit | Qualitat |
| ------- | ----------------- | ------ | -------- |
| 2001-   | Jean-Pierre Bozzi |        |          |